# Expédition de Mostaganem (1547)
Guerre hispano-algérienne
L’expédition de Mostaganem de 1547 fut une expédition espagnole ratée menée contre Mostaganem par les forces espagnoles du comte d'Alcaudete.

## Expédition
En 1547, le comte d'Alcaudete se mit en marche pour capturer Mostaganem. Il fut rejoint par son fils, Martin. Le 21 août, l'armée espagnole arriva à Mazagran dans la matinée et s'en empara sans rencontrer de résistance. Le même jour, dans la soirée, les Espagnols atteignirent les environs de Mostaganem et bombardèrent la ville avec 100 coups de canon. Les Espagnols apprirent par des prisonniers que la ville était défendue par une garnison de 42 soldats algériens. Constatant que la poudre à canon venait à manquer, le comte envoya un détachement à Oran pour en rapporter davantage. Ce délai permit cependant à la garnison de recevoir des renforts, accompagnés d'un grand nombre d'Algériens autochtones,.
Le bombardement provoqua une large brèche, et le 27, le comte ordonna l’assaut. Les troupes espagnoles attaquèrent les remparts, forçant les algériens à se replier. Cependant, en apercevant le désordre dans les rangs espagnols, les algériens reprirent le combat et ouvrirent le feu, tuant de nombreux soldats espagnols, dont leur général Mestre de camp. Les Espagnols commencèrent alors à battre en retraite, mais ils furent poursuivis par la garnison algérienne, qui les attaqua à l’épée. Voyant l’ampleur des pertes, le comte ordonna le repli. Les défenseurs poursuivirent les Espagnols et faillirent même s’emparer de leurs batteries d’artillerie. L’attaque provoqua la confusion dans les rangs espagnols. À la tombée de la nuit, certains officiers suggérèrent une retraite par la mer, mais le comte refusa,.
Le soir du lendemain, les Algériens attaquèrent les Espagnols. Cependant, grâce au sang-froid du comte, de son fils et de Luis de Rueda, les Espagnols parvinrent à repousser l’attaque et à forcer l’ennemi à battre en retraite. Toutefois, les Espagnols ne disposaient pas d’assez de cavalerie pour les poursuivre. S'ils en avaient eu en nombre suffisant, ils auraient pu capturer Mostaganem. Les Espagnols évacuèrent alors leurs blessés et leurs malades par bateau, et le comte retourna à Oran trois jours plus tard,.

## Conséquences
L'échec de l'expédition fut causé par des préparations inadéquates, une pénurie de munitions, un manque de connaissance de l'ennemi et un manque d'expérience parmi les soldats. Cependant, le comte ne renonça pas à prendre Mostaganem. Une autre expédition fut lancée en 1558, mais elle se solda par un véritable fiasco pour les troupes espagnoles.

## Sources et Références
- (en) Cet article est partiellement ou en totalité issu de l’article de Wikipédia en anglais intitulé « Expedition to Mostaganem (1547) » (voir la liste des auteurs).

### Sources
- Paul Ruff (1900), Spanish domination in Oran under the government of the Count of Alcaudete 1534–1558.

- Henri Delmas de Grammont, Histoire d'Alger sous la domination turque, Paris, E. Leroux, 1887 (lire en ligne)